# Thomas Köhler (Rennrodler)
Thomas Köhler (* 25. Juni 1940 in Zwickau) ist ein ehemaliger deutscher Rennrodler, der für den SC Traktor Oberwiesenthal und für die DDR an den Start ging. Mit zwei Olympiasiegen (1964 in Innsbruck im Einsitzer und 1968 in Grenoble im Doppelsitzer) und drei Weltmeistertiteln (1962 in Krynica-Zdrój sowie 1967 in Hammarstrand im Ein- und Doppelsitzer) war er der erfolgreichste Rennrodler der 1960er Jahre. Nach dem Ende seiner aktiven Karriere als Leistungssportler betätigte sich Köhler als Trainer und Sportfunktionär. Von 1968 bis 1976 war er Cheftrainer der Rennrodel-Nationalmannschaft der DDR und in dieser Zeit für die Erfolge der Sportler um Anna-Maria Müller, Dettlef Günther, Hans Rinn und Wolfgang Scheidel verantwortlich. In der Hierarchie des DDR-Spitzensports gelang dem promovierten Sportwissenschaftler Köhler der Aufstieg im Deutschen Turn- und Sportbund, zu dessen Vizepräsidenten er 1980 avancierte. Als solcher war er für den Leistungssport zuständig und maßgeblich am dopingunterstützten Erfolg der DDR-Sportler beteiligt. Köhler war persönliches Mitglied des Nationalen Olympischen Komitees der DDR. Bei den Olympischen Winterspielen 1984 in Sarajevo und 1988 in Calgary war er Chef de Mission der DDR-Mannschaft.

## Persönliches
Thomas Köhler wuchs mit seinen beiden Geschwistern, darunter der jüngere Bruder Michael Köhler, in der erzgebirgischen Gemeinde Beierfeld auf. Da der Vater Kurt Köhler im Zweiten Weltkrieg umgekommen war, war die Mutter Roselene Köhler alleinerziehend. Kurt Köhler zählte in den 1930ern zur deutschen Hochsprungelite. Nach Besuch der Beierfelder Grundschule wechselte Köhler auf die Oberschule in Schwarzenberg, wo er 1958 sein Abitur ablegte. Mit einer sechswöchigen Reservistenausbildung begann er im Herbst 1958 ein Studium zum Sportlehrer an der Deutschen Hochschule für Körperkultur in Leipzig (DHfK). Sein Studium war an eine Ausbildung zum Reserve-Offizier der Nationalen Volksarmee gekoppelt, die er in der sogenannten Sportclubkompanie erhielt und im Oktober 1961 mit der Offiziersprüfung in Plauen abschloss. Ab dem 1. November 1961 trug er den Dienstgrad Unterleutnant der Reserve.
Wenngleich Thomas Köhler Mitglied der Sozialistischen Einheitspartei Deutschlands war und gelegentlich als Volkskammerabgeordneter bezeichnet wird, gehörte er dem Parlament der DDR nie an. Sein Bruder Michael war hingegen während der 5. Wahlperiode (1967–1971) Volkskammerabgeordneter für die FDJ.
Köhler war ab 1963 mit seiner Frau Irene (1940–2018), einer Autorin mehrerer Sportbücher und ehemaligen Basketballspielerin in der Nationalmannschaft der DDR, verheiratet und Vater zweier Kinder. Er lebt in Berlin-Pankow.

## Karriere

### Junioren
Thomas Köhlers Sportkarriere begann in der B-Jugend-Handballmannschaft von Wismut Beierfeld, wobei er sich später als Leichtathlet und Turner im Verein betätigte. 1953 wurde er zur Teilnahme an den Bezirksmeisterschaften im Rodeln in Oberwiesenthal delegiert, wo er unter 13 Teilnehmern den letzten Platz belegte. Im folgenden Jahr gewann er am gleichen Ort drei Bezirksmeisterschaften, nämlich im Einsitzer, im Doppelsitzer und im Mixed-Doppelsitzer. Bei den vom 4. bis 7. Februar 1954 ausgetragenen Pioniermeisterschaften auf der alten Rodelbahn an der Tambacher Straße in Oberhof erreichte er gemeinsam mit Heidi Schuffenhauer, der späteren Ehefrau von Ernst Scherzer, den zweiten Platz im Mixed-Doppel.
Bei den Deutschen Jugendmeisterschaften in Oberhof belegte er am 20. Januar 1958 den zweiten Platz hinter Klaus-Michael Bonsack. Als Vizemeister errodelte er sich zugleich einen Platz in der DDR-Nationalmannschaft. Eine Woche später trat er wiederum in Oberhof bei der 4. Junioren-Europameisterschaft an, an der 65 Sportler aus acht Ländern teilnahmen, und erreichte mit knapp drei Sekunden Rückstand auf Max Leo aus Tegernsee den Vizetitel.
Im Herbst 1958 gehörte Köhler zu den Teilnehmern am Gründungskongress des Deutschen Schlitten- und Bobsportverbandes der DDR. Bei der Junioren-Europameisterschaft 1959 im österreichischen Weißenbach bei Liezen blieb er ohne Medaille. Auf nationaler Ebene konnte sich Köhler in dem Winter unter den Spitzensportlern etablieren. Bei der Juniorenmeisterschaft in Oybin belegten Peter Weiß und Thomas Köhler die beiden ersten Plätze, wodurch sie die Startberechtigung bei der anschließenden „richtigen“ Meisterschaft erlangten. Bei dieser belegte Köhler durch einen Sturz im ersten Lauf in Summe den 7. Platz, obwohl er in den drei weiteren Läufen Bestzeiten aufstellte. Peter Weiß sicherte sich indes den Titel.

### Weltmeister und Olympiasieger

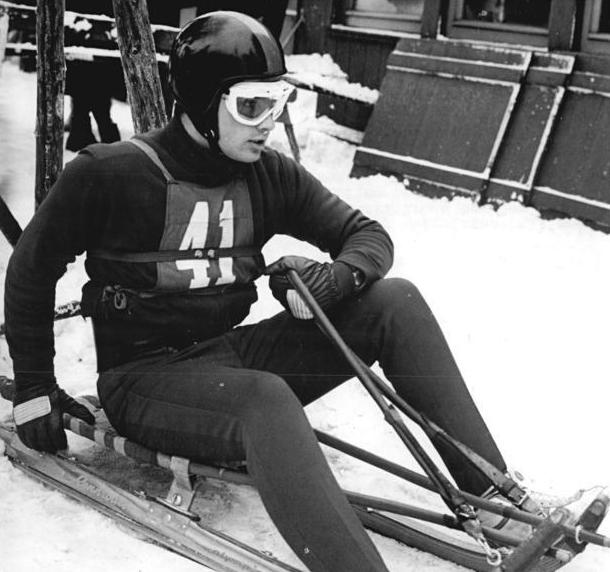
Köhlers Doppelpartner Klaus-Michael Bonsack am Start der DDR-Meisterschaften 1969

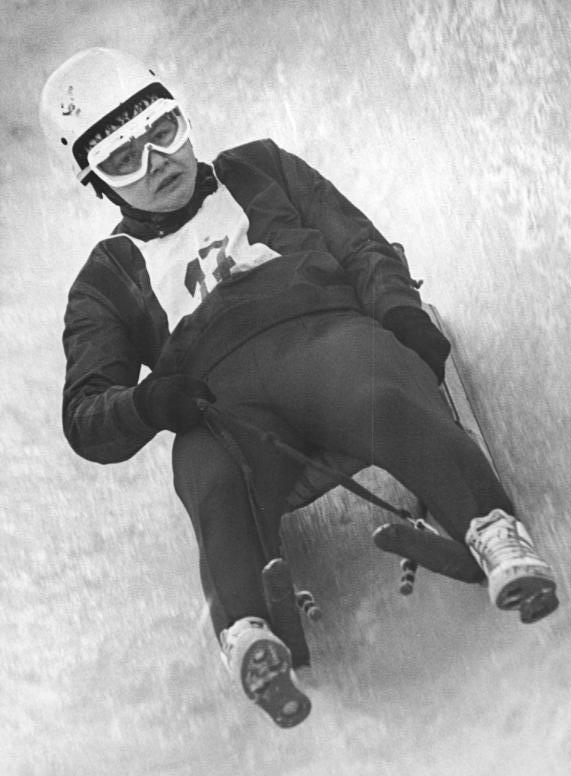
Rodelolympiasiegerin Ortrun Enderlein bei den DDR-Meisterschaften 1964

Die Weltmeisterschaften 1960 in Garmisch-Partenkirchen fanden wegen der Nicht-Anerkennung der DDR durch die BRD infolge der Hallstein-Doktrin und dem einhergehenden Ausschluss der DDR-Sportler ohne Thomas Köhler und die anderen Rodler aus der DDR statt. Bei der DDR-Meisterschaft in Oberhof belegte er Anfang Februar 1960 mit über drei Sekunden Rückstand auf Dieter Eichel den zweiten Platz. Im folgenden Winter konnte er im schweizerischen Girenbad erstmals an Weltmeisterschaften teilnehmen, die für ihn aber enttäuschend verlief. Nach einem Sturz im zweiten Lauf belegte er beim Sieg des Polen Jerzy Wojnar Platz 27. Bei den nationalen Meisterschaften 1961 in Friedrichroda gewann er mit Klaus-Michael Bonsack den Titel im Doppelsitzer (bis zu Köhlers Karriereende blieb Bonsack sein Doppelpartner) sowie den Vizetitel im Einsitzer hinter Günter Schneider. Der Sommer 1961 erbrachte aufgrund der politischen Konstellation eine weitere Verschlechterung der Startbedingungen. Infolge des Mauerbaus verkündete der bundesdeutsche NOK-Präsident Willi Daume am 16. August, dass der gesamte Sportverkehr zwischen der DDR und der BRD eingestellt werde. Eine Teilnahme der DDR-Sportler an internationalen Wettkämpfen innerhalb einer gesamtdeutschen Mannschaft blieb jedoch möglich.
Mit neuen Trainingsmethoden (u. a. Wasserrodeln, Turmspringen, Fallschirmspringen) wurde die Saison 1961/62 vorbereitet, die ihm den Durchbruch in die Weltspitze brachte. Im Januar 1962, als er im Rennen um den Pokal des polnischen NOK Jerzy Wojnar in Krynica-Zdrój besiegte, konnte Köhler erstmals einen internationalen Wettkampf gewinnen.
Mit diesem Sieg ging er als einer der Favoriten in die wenige Tage später auf der gleichen Bahn ausgetragenen Weltmeisterschaften. Mit 0,14 Sekunden Vorsprung vor Wojnar gewann Thomas Köhler den Weltmeistertitel auf dessen Hausbahn. Der Triumph der DDR-Rodler wurde von Ilse Geisler vervollständigt, die sich den Frauentitel sichern konnte. Wegen einer Knieverletzung konnte er bei der DDR-Meisterschaft 1962 in Ilmenau nicht starten, bei der sich Klaus-Michael Bonsack den Titel sicherte.
Mit der Gründung der Sektion Rennschlittensport beim SC Traktor Oberwiesenthal, in der unter anderem auch sein Bruder Michael Köhler, Klaus-Michael Bonsack, Ortrun Enderlein und Ilse Geisler trainierten, wurden die Trainingsbedingungen 1962 stärker zentriert und der Grundstein für die folgenden Erfolge gelegt. In Oberwiesenthal existierte damals eine Naturrodelbahn mit lediglich drei Kurven, sodass im Training gelegentlich auf die Skihänge am Fichtelberg ausgewichen werden musste, bis aufgrund einiger Fastzusammenstöße mit Skifahrern ein striktes Rodelverbot auf Skihängen verhängt wurde. Der folgende Winter 1962/1963 war vom schweren Sturz im ersten Lauf beim Rennen um den Pokal des polnischen NOK in Krynica geprägt, in dem er in einer Kurve aus der Bahn getragen und mit dem Kinn gegen einen Laternenpfahl geschleudert wurde. Dabei erlitt er einen dreifachen Unterkieferbruch, eine schwere Gehirnerschütterung sowie eine Verletzung an der Wirbelsäule. Durch diese Verletzungen war ein Start bei den Weltmeisterschaften 1963 in Imst, zu der er aber mit Kieferklemme als Zuschauer und Trainerassistent an der Seite von Werner Geinitz anreiste, nicht möglich. Bei der nationalen Meisterschaft in Oberbärenburg konnte er sich wenige Wochen später hingegen mit fünf Sekunden Vorsprung vor seinem Bruder den Titel im Einsitzer sowie den Titel im Doppelsitzer sichern. Erst ab Januar 1964 startete Köhler wieder bei internationalen Rennen.
Bei den Olympischen Winterspielen 1964 in Innsbruck, wo das Rennrodeln olympische Premiere feierte, war Köhler Mitglied einer insgesamt neunköpfigen Rodelmannschaft, die sich aus sechs Rodlern aus der DDR und dreien aus der BRD zusammensetzte, obwohl Köhler nicht an der gesamtdeutschen Olympiaausscheidung hatte teilnehmen können. Nach vier Läufen siegte er mit 0,27 Sekunden Vorsprung vor Klaus Bonsack im Einsitzer, während der drittplatzierte Hans Plenk mit einem Rückstand von 3,48 s distanziert wurde. Köhler selbst betonte nach seinem Olympiasieg, dass er den Titel für die DDR gewonnen hat, obwohl er in einer gesamtdeutschen Mannschaft an den Start gehen musste: „Trotz der gemeinsamen Mannschaft betrachteten wir uns eher als sportliche Gegner.“ Weniger erfolgreich verlief der Wettkampf im Doppelsitzer für das Duo Köhler/Bonsack. Sie schieden mit einem Sturz im ersten Lauf des Rennens aus. Bei der Schlussfeier kam Thomas Köhler die Ehre zuteil, als einer von acht Olympiasiegern die olympische Flagge aus dem Stadion tragen zu dürfen. Bei der folgenden nationalen Meisterschaft in Friedrichroda gewann er den Titel im Doppelsitzer und die Bronzemedaille im Einzelrennen. Im Juni 1964 wurde Köhler, wie auch Rennrodel-Olympiasiegerin Ortrun Enderlein, für seine Erfolge mit dem Vaterländischen Verdienstorden in Silber geehrt.

### Zweiter Olympiasieg und Karriereende
In den Folgejahren dominierte das DDR-Aufgebot das internationale Rennrodelgeschehen, was im Munzinger-Archiv der großen Akribie und dem professionellen Agieren der Mannschaft zugeschrieben wird. Im Winter 1965 errodelte sich Köhler bei den Weltmeisterschaften am 6. und 7. Februar in Davos gemeinsam mit seinem Partner Bonsack die Silbermedaille im Doppelsitzer mit 0,83 Sekunden Abstand zu den Weltmeistern Wolfgang Scheidel und Michael Köhler; im Einsitzer belegte er mit über 10 Sekunden Rückstand auf den siegreichen Hans Plenk Platz 8. Bei der folgenden DDR-Meisterschaft in Oberhof war er im Doppelsitzer erfolgreich. Die Rennrodel-Weltmeisterschaften 1966, die auf der Spießbergbahn in Friedrichroda hätte stattfinden sollen, konnte wegen Föhns und dem damit verbundenen Tauwetter nicht stattfinden; auch wurde keine DDR-Meisterschaft durchgeführt.
Bei den Weltmeisterschaften 1967 in Hammarstrand dominierte Köhler mit zwei Titeln. Mit 0,78 Sekunden Vorsprung auf seinen Doppelpartner Bonsack gewann er den Titel im Einsitzer und gemeinsam mit diesem mit 0,09 Sekunden Vorsprung vor dem österreichischen Duo Manfred Schmid/Ewald Walch auch im Doppelsitzer. Bei der DDR-Meisterschaft 1967 in Oberhof gewann Köhler zudem noch den nationalen Titel im Doppelsitzer. Wegen des Alleinvertretungsanspruchs der BRD und dem Streit um die „Spalterflagge“ konnten die Rennrodler aus der DDR bei den Rennrodel-Europameisterschaften 1967 am Königssee nicht an den Start gehen.
Köhler engagierte sich während seiner sportlichen Laufbahn als Aktivensprecher. Stellvertretend für alle DDR-Sportler sprach er im April 1967 vor dem VII. Parteitag der SED für den Bezirk Karl-Marx-Stadt.
Bei den Olympischen Spielen 1968, wo er am 6. Februar bei der Eröffnungsfeier Fahnenträger für die erstmals bei Olympischen Spielen als eigenständig antretende Mannschaft der DDR war, siegte er zusammen mit Klaus-Michael Bonsack im Doppelsitzer und wurde Zweiter im Einsitzer hinter Manfred Schmid. Nach der umstrittenen Disqualifikation der Damenmannschaft um Ortrun Enderlein und Anna-Maria Müller im „Kufenskandal“ wurde er so zum Ehrenretter der DDR-Mannschaft. Er zählt zu den erfolgreichsten deutschen Teilnehmern bei Olympischen Winterspielen. Laut 1999 von Giselher Spitzer erhobenen Vorwürfen soll Köhler bei seinen Erfolgen 1968 „unter Anabolika-Einwirkung“ gestanden haben.
In seinen letzten Wettkämpfen vor dem Rücktritt vom Leistungssport gewann Köhler 1968 in Friedrichroda noch die nationalen Titel im Ein- und Doppelsitzer. Für seine „besonderen Verdienste um die Erhöhung des Internationalen Ansehens der DDR“ bei den Olympischen Winterspielen in Grenoble wurde ihm im August 1968 erneut der Vaterländischen Verdienstorden in Silber verliehen.

### Trainer und Sportfunktionär
Direkt nach Beendigung seiner Karriere als aktiver Rennrodler trat Köhler zum 1. Juni 1968 in eine Trainer- und Sportfunktionärskarriere ein. Von 1968 bis 1976 war Thomas Köhler Verbandstrainer der Nationalmannschaft des Deutschen Schlitten- und Bobsportverbandes der DDR. Mit seinem theoretischen und praktischen Wissen trug er dazu bei, dass diese Zeit eine besonders erfolgreiche Ära für die DDR-Rennschlittensportler wurde. Bereits in seiner Zeit als Sportler und wissenschaftlicher Mitarbeiter an der Fakultät für Sportmethodik der DHfK hatte Köhler 1967 das Handbuch Schlittensport: Eine Anleitung für Anfänger und Übungsleiter verfasst. Nach einjähriger außerplanmäßiger Aspirantur wurde er 1974 – unter Betreuung durch Fritz Reichert, Wolfgang Gutewort und Horst Götze – mit einer Arbeit über Ausgewählte Probleme zur Vervollkommnung der Trainingsmethodik und Ausrüstung im Rennschlittensport zum Dr. paed. promoviert. Die Dissertationsverteidigung fand am 5. Dezember 1974 statt. Technische Änderungen dieser Zeit waren der Wechsel von Natureisbahnen zu Kunsteisbahnen (die Rennrodelbahn Oberhof war als weltweit zweite künstlich vereisbare Rodelbahn von 1969 bis 1970 erbaut und 1971 eingeweiht worden, um bestmögliche Trainingsbedingungen für die bevorstehenden Großereignisse zu bieten) sowie Entwicklung vom sitzenden zum aerodynamisch günstigerem liegenden Rodeln ohne Lenkgurte. Zu den besonders erfolgreichen Großereignisse seiner Zeit als Verbandstrainer zählen die Olympischen Winterspiele 1972 in Sapporo, wo die DDR-Sportler alle drei Siege (durch Anna Maria Müller, Wolfgang Scheidel sowie das Doppel Horst Hörnlein / Reinhard Bredow) sowie in Summe die möglichen acht der neun zu vergebenden Medaillen gewannen, und die Olympischen Winterspiele 1976 in Innsbruck, wo die DDR-Sportler drei Siege (durch Margit Schumann, Dettlef Günther sowie das Doppel Hans Rinn / Norbert Hahn) und in Summe fünf Medaillen gewannen. Ähnliche Erfolgsbilanzen wurden bei den Weltmeisterschaften 1973 in Oberhof mit drei Titeln und in Summe acht Medaillen, 1974 am Königssee mit zwei Titeln und in Summe sieben Medaillen und 1975 in Hammarstrand mit drei Titeln und in Summe sechs Medaillen erreicht.
In der Saison 1976/1977, in der Jochen Danneberg die Vierschanzentournee gewann, wurde Köhler Leiter der DDR-Nationalmannschaft des Spezialsprunglaufs. Köhler besuchte in dieser Zeit die Parteihochschule und wurde Abteilungsleiter für Wintersport des Deutschen Turn- und Sportbundes (DTSB). Bereits seit 1970 hatte er dem Präsidium des DTSB angehört. 1977 avancierte er in diesem zum Abteilungsleiter für Wintersport und schließlich 1980 zum einflussreichen Vizepräsidenten mit Verantwortung für den Leistungs- bzw. ab 1987 für Wintersport. Als Leiter der höchsten Förderstufe III im DDR-Sportsystem unterstand Köhler der gesamte Bereich des Hochleistungssports der DDR und als solcher war er maßgeblich am dopingunterstützten Erfolg der DDR-Sportler beteiligt. Köhler war Chef de Mission des DDR-Teams bei den Olympischen Winterspielen 1984 in Sarajevo und 1988 in Calgary.
Im August 1984 wurde er mit dem Vaterländischen Verdienstorden in Gold und im November 1985 mit der Goldenen Ehrennadel des NOK der DDR geehrt. 1988 erhielt Köhler den Orden Stern der Völkerfreundschaft in Gold. Für seine Verdienste als Trainer und Sportfunktionär wurde er außerdem 1974, 1976 und 1980 mit dem Orden Banner der Arbeit ausgezeichnet. Bis 1990 war er Mitglied des Nationalen Olympischen Komitees der DDR. Er galt als designierter Nachfolger von DTSB-Präsident Manfred Ewald, dem 1988 jedoch Klaus Eichler als DTSB-Präsident nachfolgte. Köhler wurde Vizepräsident für Wissenschaft und Technische Entwicklung.

## Nach der Wende
Köhlers Karriere als Sportfunktionär endete abrupt mit der Wende und friedlichen Revolution 1989/1990. Auf der am 27. und 28. Januar 1990 in Kienbaum abgehaltenen Mitgliederversammlung des DTSB-Bundesvorstandes, auf der unter anderem Manfred Ewald, Klaus Eichler, Günter Erbach und Rudi Hellmann aus dem Präsidium ausgeschlossen wurden, wurde Köhler neben vier weiteren DTSB-Vizepräsidenten von seinen Aufgaben entbunden.
Von August 1990 bis 1993 war Köhler Geschäftsführer des SV IHW Alex 78 und anschließend bis 2005 Marketing-Leiter der Feinkostkette Pfennigs Feinkostwerk in Berlin.

## Doping in der DDR und Verurteilung
Mit einem Strafbefehl wurde er 1999 wegen Beihilfe zur Körperverletzung in 107 zwischen 1977 und 1989 datierten Fällen zu einer Geldstrafe in Höhe von 26.400 Mark verurteilt. 2005 trat Köhler in den Ruhestand.
2010 geriet Köhler in die Kritik von ehemaligen DDR-Leistungssportlern, nachdem er in seiner Autobiografie „Zwei Seiten der Medaille. Thomas Köhler erinnert sich.“ das flächendeckende DDR-Staatsdoping, auch an Minderjährigen, eingestand, dieses aber zugleich rechtfertigte und in seinen Ausmaßen und Folgen teilweise relativierte. Zuspruch bekam Köhler von Thomas Bach, dem damaligen Präsidenten des Deutschen Olympischen Sportbundes. Bach begrüßte die Aussagen, da sie mehr Klarheit in die Aufarbeitung der Dopinggeschichte brächten.

## Veröffentlichungen
- Schlittensport: Eine Anleitung für Anfänger und Übungsleiter. 1. Auflage. Sportverlag, Berlin, 1967, DNB 457246898.
- Zwei Seiten der Medaille. Thomas Köhler erinnert sich. Neues Leben, Berlin 2010, ISBN 978-3-355-01779-4.